# موسى أيدين
موسى أيدين (بالتركية: Musa Aydın)‏ (1 نوفمبر 1980 في تركيا - ) هو لاعب كرة قدم تركي في مركز الوسط. شارك مع منتخب تركيا لكرة القدم. أما مع النوادي، فقد لعب مع أنطاليا سبور وبوجاسبور وسامسون سبور وسيفاسبور وصقارية سبور ‏.

## وصلات خارجية
- موسى أيدين على موقع اتحاد تركيا (لاعب) (الإنجليزية)
- موسى أيدين على موقع قاعدة بيانات كرة القدم.إي يو (الإنجليزية)
- موسى أيدين على موقع Soccerway.com (الإنجليزية)
- موسى أيدين على موقع عالم كرة القدم.نت (الإنجليزية)